# Linas Karalius

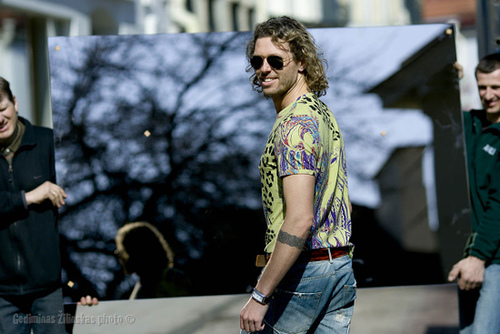
Linas Karalius, 2006

Linas Karalius (* 11. September 1973 in Vilnius, Litauische SSR) ist ein litauischer Musiker und ehemaliger Politiker.

## Leben
Bekannt geworden ist Karalius als Schlagzeuger der litauischen Band Zas.
Mit der Partei Tautos prisikėlimo partija zog er mit den Parlamentswahlen 2008 in das Parlament ein.
Im Oktober 2010 wurde bekannt, dass sein Kollege Aleksandr Sacharuk elfmal für ihn abstimmte, während er selbst im Urlaub in Thailand weilte. Sowohl Parlamentskomitee als auch das Verfassungsgericht beschäftigten sich mit dem Skandal und attestierten den beiden rechtswidriges Verhalten. Sein Nachfolger im Seimas wurde Andrius Burba (* 1978).